# Déri Béla (színművész, 1864–1932)
Déri Béla; Tischler Béla Hugó (Nyíregyháza, 1864. december 12. – Csongrád, 1932. szeptember 28.) színész. 

## Pályafutása
Tischler János és Schnitzer Antónia fiaként született. Gimnáziumi tanulmányait Máramarosszigeten végezte. Színipályára lépett 1883. március 26-án, Farkas Gusztáv színigazgatónál, Eperjesen, mint kardalnok. Korán feltűnt hivatottságával és tehetségével. 1886-ban már Krecsányi Ignác társulatának tagja volt, aki két év múlva kivette a kórusból. 1891-ben Székesfehérvárra került, Veszprémi Jenő színigazgatónál működött ekkor, mint bonviván és szalonszerelmes színész és rendező. Székesfehérvárt annyira megszerették, hogy rövid megszakításokkal, huszonnégy évig volt — a színügyi bizottság által mindenkor kikötött — tagja. Épp úgy kedvelte Veszprém, Pápa, Szombathely, Zalaegerszeg színházi közönsége is. Negyven évig színészkedett. 1923-ban vonult nyugdíjba. 
Felesége: Herczeg (Fürst) Verona Jozefin, színésznő, született Gyomán, 1866. március 28-án. Aradon lett 1882-ben Mansberger Jakab színigazgatónál kardalnoknő. 1888. augusztus 26-án Budán, a krisztinavárosi plébánián kötöttek házasságot, az esküvői tanúk Somló Sándor és Krecsányi Ignác voltak. Mint kardalnoknő és segédkomika ismert nevet szerzett. Az első világháború elején vonult nyugdíjba. 
Gyermekeik: 
- ifj. Déri Béla (Budapest, 1889. július 26. – Budapest, 1944. december 25.) színész
- Sári (Sarolta, férjezett Kátai Lajos Istvánné, 1892 – Csongrád, 1932. december 7.)[4] színésznő
- Gizella (férjezett Grósz Lászlóné,[5] Arad, 1894. március 11. – ?), színésznő, magánhivatalnok.

## Fontosabb szerepei
- Trevaux (Wolff: A titok)
- Öreg Nagy István (Bródy Sándor: A tanítónő)
- Imrédi (Kálmán Imre: Tatárjárás)
- Jeremias (Goldfaden: Sulamith)
- Barley (Stone: Lotty ezredesei)
- Richard (Shaw: Az ördög cimborája)

## Működési adatai
1884–86: Tóth Béla; 1886–92: Krecsányi Ignác; 1892: Váradi Ferenc; 1892–95: Veszprémi Jenő; 1895: Leszkay András, Monori Sándor; 1896–1902: Halmai Imre; 1899: Szalkay Lajos; 1902: Szalkay Lajos; 1903: Micsei F. György; 1904: Kövesi; 1905: Szalkay Lajos; 1906–12: Székesfehérvár; 1910: Fehér Vilmos; 1915: Kövesi; 1916: Mezei János; 1917: Rácz; 1918: Heltai Nándor.